# Вакэсима, Канон
Канон Вакэсима (яп. 分島 花音 Вакэсима Канон, род. 28 июня 1988, Япония) — японская певица и виолончелистка.

## Биография
В возрасте трёх лет Канон Вакэсима начала обучаться виолончели. В средней школе сформировала свой собственный ансамбль, начала принимать участие в разнообразных концертах, писать собственную музыку и петь, играя на виолончели. Впервые выступила на фестивале в средней школе. Подала заявление на прослушивание, организованное Sony Music, в результате став финалисткой. Затем была зарегистрирована в Sony Music. 28 мая 2008 года дебютировала на DefStar Records. В этом же году её продюсером становится Мана, который также пишет для Канон музыку и аранжировки.

## Дискография

### Студийные альбомы
На 2015 год было выпущено 3 студийных альбома.
| Год  | Информация                                                                                          | Пиковая позиция в чарте |
| ---- | --------------------------------------------------------------------------------------------------- | ----------------------- |
| 2009 | Shinshoku Dolce (яп. 侵食ドルチェ Синсёку доруте) - Выпущен: 18 февраля 2009                        | 47                      |
| 2010 | Lolitawork Libretto (яп. 少女仕掛けのリブレット Сё:дзё сикакэ но рибурэтто) - Выпущен: 28 июля 2010 | 83                      |
| 2015 | Tsukinami (яп. ツキナミ Цукинами) - Выпущен: 25 февраля 2015                                        | 30                      |
| 2016 | luminescence Q.E.D. - Релиз: 30 ноября 2016                                                         |                         |

### Синглы
| Год  | Название                             | Пиковая позиция в чарте | Альбом              |
| ---- | ------------------------------------ | ----------------------- | ------------------- |
| 2008 | Still Doll                           | 33                      | Shinshoku Dolce     |
| 2008 | Suna No Oshiro                       | 39                      | Shinshoku Dolce     |
| 2009 | Toumei no Kagi                       | —                       | Lolitawork Libretto |
| 2009 | Otome no March                       | —                       | Lolitawork Libretto |
| 2012 | Foul Play ni Kurari / Sakura Meikyuu | 35                      | Tsukinami           |
| 2014 | Signal                               | 54                      | Tsukinami           |
| 2014 | Killy Killy Joker                    | 34                      | Tsukinami           |
| 2014 | World's End, Girl's Rondo            | 17                      | Tsukinami           |
| 2015 | Right Light Rise                     | 50                      | —                   |
| 2015 | Kimi wa Soleil                       |                         |                     |

### Треки
Альбом Shinshoku Dolce:
- 1. «Sweet Ticket» (1:19)
- 2. «Shinku no Fetarizumu (真紅のフェータリズム Crimson Fatalism)» (2:51)
- 3. «Kagami (鏡 Mirror)» (3:07)
- 4. «Still Doll» (Album Version) (3:44). Сингл выступил в качестве эндинга к первому сезону аниме Рыцарь-Вампир.
- 5. «Maboroshi (マボロシ Illusion)» (3:40)
- 6. «Ennui Kibun! (アンニュイ気分! Dull Mood!)» (3:19)
- 7. «Suna no Oshiro (砂のお城 Sand Castle)» (3:09). Сингл выступил в качестве эндинга ко второму сезону аниме Рыцарь-Вампир.
- 8. «Monochrome Frame» (3:50)
- 9. «L’espoir ~Mahou no Akai Ito~ (L’espoir ～魔法の赤い糸～ Hope ~Special Red Thread~)» (3:13)
- 10. «Kuroi Torikago (黒い鳥籠 Black Bird Cage)» (2:54)
- 11. «skip turn step♪» (4:36)
- 12. «Shiroi Kokoro (白い心 White Heart)» (3:22)
- 13. «Sweet Dreams» (1:34)

Альбом Lolitawork Libretto:
- 1. «Shakespeare no Wasuremono (シェークスピアの忘れ物 Lost and Found of Shakespeare) ～Prologue～» (2:00)
- 2. «Kajitsu no Keikoku (果実の警告 Warning from Fruit)» (3:05)
- 3. «Dokushouka Himegimi (読書家姫君 Bookworm Princess)» (3:47)
- 4. «Twinkle Star!» (3:20)
- 5. «Toumei no Kagi (透明の鍵 Transparent Sky)» (3:29)
- 6. «Mamaredo no Sora (マーマレードスカイ Marmalade Sky)» (3:38)
- 7. «Kuroneko to Pianist no Tango (黒猫とピアニストのタンゴ Tango with the Black Cat Pianist)» (3:09)
- 8. «Hime Charleston (プリンセスチャールストン Princess Charleston)» (4:14)
- 9. «Tree of Sorrow» (3:33)
- 10. «Celmisia» (4:25)
- 11. «Otome no March (音女のマーチ March of the Virgin)» (4:41)
- 12. «Shakespeare no Wasuremono (シェークスピアの忘れ物 Lost and Found of Shakespeare) ～Epilogue～» (1:44)
- 13. «Shoujo Jikake no Riburetto (少女仕掛けのリブレット Lolitawork Libretto) ～Storytelling by Solita～» (4:05)

Альбом Tsukinami:
- 1. «Killy Killy Joker» (4:41)
- 2. «Tsukinami (ツキナミ)» (4:54)
- 3. «Sansukumi (さんすくみ)» (3:58)
- 4. «Chocolate (チョコレート)» (4:45)
- 5. «Signal» (5:32)
- 6. «Foul Play ni Kurari (ファールプレーにくらり)» (4:29)
- 7. «Sakura Meikyuu (サクラメイキュウ)» (4:36)
- 8. «Geijutsuka no Kawaii Souzoutachi (芸術家のかわいい想像たち)» (3:18)
- 9. «Nightingale (ナイチンゲール)» (3:34)
- 10. «World's End, Girl's Rondo» (4:28)
- 11. «Monster Star (モンスター・スタ)» (5:16)